# Компостельська церковна провінція
Компосте́льська церко́вна прові́нція (лат. Provincia ecclesiastica Compostellana) — провінція Католицької церкви в Іспанії, з центром у місті Сантьяго-де-Компостела. Заснована 1120 року. Охоплює терени Галісії, провінції Ла-Корунья, Оренсе, Понтеведра і Луго. До складу провінції входить Сантьяго-де-Компостельська архідіоцезія та її суфраганні діоцезії — Лугоська, Мондоньєдо-Феррольська, Оренсійська і Туй-Вігоська. 

## Склад
- Лугоська діоцезія
- Мондоньєдо-Феррольська діоцезія
- Оренсійська діоцезія
- Сантьяго-де-Компостельська архідіоцезія
- Туй-Вігоська діоцезія